# Vlag van Koekelare
De vlag van Koekelare werd door de gemeenteraad op 22 mei 1987 officieel vastgesteld als de gemeentelijke vlag van de West-Vlaamse gemeente Koekelare. Op 7 juli 1987 werd hij door het Bestuur van Vlaanderen bevestigd en uiteindelijk gepubliceerd op 3 december 1987 in het officiële Belgisch Staatsblad.
Officieel wordt de vlag beschreven als:
Blauw met drie witte schijfjes
De vlag is volledig gebaseerd op het gemeentewapen en ziet er dus helemaal hetzelfde uit.

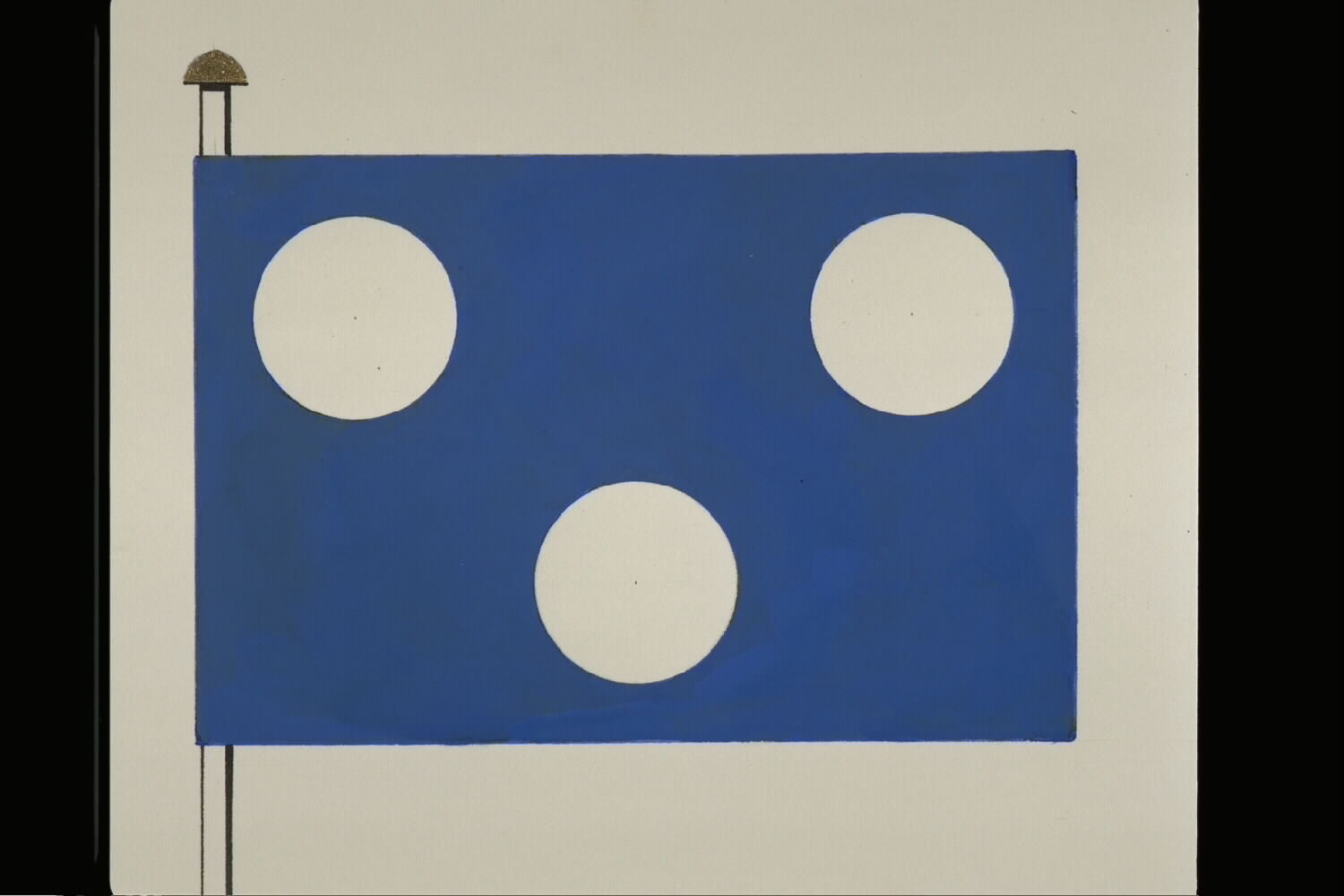
Officiële tekening van de vlag